# Peter De Greef (kunstenaar)
Peter De Greef (Anderlecht, 1901 – Ganshoren, 1985) was een Belgisch illustrator, boekbandontwerper en striptekenaar. Van 1916 tot 1922 volgde hij een opleiding aan de Academie van Brussel.
Voor uitgeverij Maurice Lamertin werkte hij als illustrator en ontwierp de banden voor Legendes Flamandes en La Legende D‘Ulenspiegel et de Lamme Goedzak van Charles de Coster.
Voor onder andere de bladmuziekuitgeverijen L‘Art Belge, E. de Saedeler & Cie, Ed.Rosette, Mado, Schott Freres, Tempo, Lamertin, Maison Musique, Ed. Harmonia, H. Brauer, J. Buyst, Ch. Walpot, Eugegene Delbeke, Maison Vergught, World Music, Ed. Lovana, F. Mattara, Sylvain Freud en Le Revéil Artistique ontwierp hij, als een van de meest productieve ontwerpers, tientallen omslagen voor bladmuziek. Tijdens het interbellum was hij door zijn werk sterk bepalend voor het gezicht van de jazz in België.